# Son of Dracula (film, 1974)
Pour plus de détails, voir Fiche technique et Distribution.
Son of Dracula est un film musical d'Apple Films sortie en 1974 et mettant en vedette Harry Nilsson et Ringo Starr. C'est aussi le titre d'un album musical de Harry Nilsson sorti au même moment. L'album contient les chansons du film, ainsi que des dialogues du film qui servent de lien entre les chansons. Daybreak excepté, toutes les chansons proviennent des albums Nilsson Schmilsson (1971) et Son of Schmilsson (1972), publiés auparavant. Ringo Starr apparaît sous les traits de Merlin l'enchanteur, qui suit la naissance et les jeunes années du Comte Downe, joué par Harry Nilsson.

## Synopsis
C'est l'histoire d'un groupe hétéroclite de personnages, dont le Comte Downe qui est un vampire rêvant d'immortalité. Alors qu'il se sent bien d'avoir atteint un état de mort-vivant, le docteur Van Helsing (Dennis Price) lui propose une cure pour modifier son état, le faisant passer du stade de vampire immortel a humain mortel.

## Fiche technique
- Titre original : Son of Dracula
- Réalisation : Freddie Francis
- Scénario : Jennifer Jayne
- Direction artistique : Andrew Sanders
- Décors : Tessa Davies
- Photographie : Norman Warwick
- Montage : Ringo Starr (non crédité)
- Musique : Paul Buckmaster
- Production : Ringo Starr, Jerry Gross
- Société de production : 20th Century Fox
- Pays d'origine : États-Unis, Royaume-Uni
- Format : Couleurs - 35 mm - 1,85:1 - Mono
- Genre : comédie horrifique, fantastique et musical
- Durée : 90 minutes
- Date de sortie : 19 avril 1974

## Distribution
- Harry Nilsson : comte Downe / musicien
- Ringo Starr : Merlin
- Freddie Jones : Le Baron
- Suzanna Leigh : Amber
- Dennis Price : Van Helsing
- David Bailie : chauffeur
- Shakira Caine : gouvernante
- Morris Bush : monstre
- John Colclough : Bill
- Nita Lorraine : Gorgonne
- Skip Martin : Igor
- Dan Meaden : comte Dracula
- Rachelle Miller : Club Hostess
- Beth Morris : Wendy
- Jenny Runacre : femme en noir
- Hedger Wallace : vampire
- Lorna Wilde : comtesse Dracula
- Derek Woodward : loup-garou
- John Bonham : musicien : comte Downes
- Peter Frampton : musicien : comte Downes
- Ricki Farr : musicien : comte Downes
- Bobby Keys : musicien : comte Downes
- Keith Moon : musicien : comte Downes
- Jim Price : musicien : comte Downes
- Klaus Voormann : musicien : comte Downes
- Leon Russell : musicien : comte Downes
- Louis Flannery : jeune Dracula

## Autour du film

### Histoire
Starr et Nilsson étaient des amis de longue date et Starr jouait de la batterie pour la chanson Son of Schmilsson, qui contenait des sons rappelant les thèmes des films d'horreur. Une année plus tard, Starr a décidé de créer une comédie musicale rock 'n' roll sur Dracula et a invité Nilsson à y participer. Nilsson croyait que Starr connaissait ses albums, mais ce n'était pas le cas.
Alors que les scènes étaient filmées, les deux ont compris que le film ne serait pas intéressant, même s'ils s'amusaient. Lorsque le film est sorti, il a reçu un accueil défavorable et a surtout été diffusé de nuit. Il n'a jamais été édité pour être vendu sous la forme d'une vidéo.